# Avon (miejscowość w Wiltshire)
Avon – osada w Anglii, w hrabstwie ceremonialnym Wiltshire, w dystrykcie (unitary authority) Wiltshire, w civil parish Bremhill. Leży 5 km od miasta Chippenham. W 1891 roku civil parish liczyła 10 mieszkańców.